# Koninkrijk Elmet

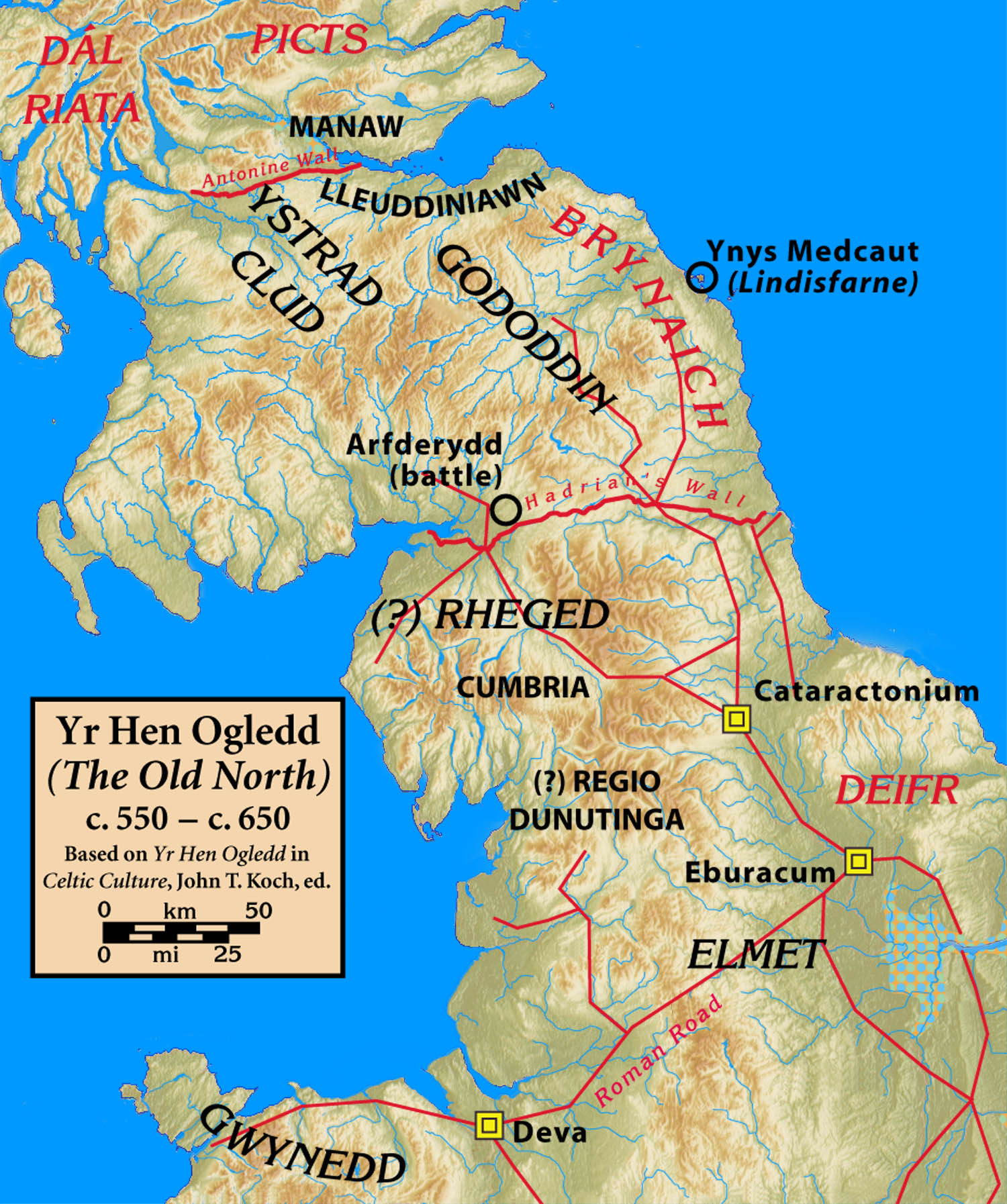
Elmet in het noord-Engeland van de 6e-7e eeuw

Elmet was een Brits koninkrijk gelegen in wat nu westelijk Yorkshire is. Het bestond tot in de 7e eeuw, en was toen het enige overgebleven Britse gebied ten oosten van de Pennines.
Gwallog ap Llaennog van Elmet wordt in Britse bronnen genoemd als een van de koningen die vocht tegen het Angelsaksische koninkrijk Bernicia. De laatste koning van Elmet was Ceretic (overleden ca. 618). Hereric, een prins van Deira, was in ballingschap aan het hof van Ceretic, maar werd vergiftigd. Toen Hererics oom Edwin koning van Northumbria werd, ondernam hij een strafexpeditie tegen Elmet en veroverde het in 616.

## Koningen van Elmet
- Masgwid Gloff (c.460 - c.495)
- Llaennog ap Masgwid (c.495 - c.540)
- Arthuis ap Masgwid (c.540 - c.560)
- Gwallog ap Llaennog (c.560 - 590)
- Ceredig ap Gwallog (590 - 616)